# Cosmotheoros
Cosmotheoros is een speculatief werk van Christiaan Huygens over het mogelijk bestaan van leven op andere planeten. Huygens schreef het in de vorm van een brief aan zijn broer Constantijn in de periode 1692-1695 maar het werd op zijn verzoek pas na zijn dood uitgegeven. Het verscheen in 1698, eerst in het Latijn en snel daarna in Nederlandse en Engelse vertalingen. De Nederlandse vertaling heet De Wereldbeschouwer, of Gissingen over de Hemelsche Aardkloten, en derzelver Cieraad.
Huygens was met Cosmotheoros (Wereldbeschouwer) de eerste die een poging deed speculatie over leven op andere planeten een basis te geven in wetenschappelijke waarnemingen en inzichten in plaats van in fantasie en mystiek. In de 17e eeuw werd steeds duidelijker dat de Aarde geen bijzondere positie inneemt maar slechts een van de vele hemellichamen in het universum is. Huygens had zelf bijna veertig jaar eerder de eerste maan van Saturnus ontdekt. Cassini had er recenter nog vier aan toegevoegd. Aangezien de zon een ster is, zouden ook andere sterren net als de zon planeten kunnen hebben, ook al waren ze niet te zien met een telescoop. Ook was inmiddels bekend dat op het Amerikaanse continent vele plant- en diersoorten voorkwamen die anders dan, maar ook vergelijkbaar waren met die in Eurazië en Afrika. Beseffend dat de Aarde niet uniek is, en tegelijk rekening houdend met mogelijk heel andere omstandigheden op andere hemellichamen, vond Huygens het niet onredelijk om aan te nemen dat ook daar leven was. Deze Copernicaanse redenering zou later het Middelmatigheidsprincipe genoemd worden. Ook ging Huygens er van uit dat God een rationeel universum had geschapen, zodat men kon verwachten dat andere planeten er niet voor niets zijn, maar net als de Aarde geschapen zijn met een reden, bijvoorbeeld om leven te huisvesten.
Huygens was zich bewust van het speculatieve karakter van Cosmotheoros. Van sommige dingen dacht hij vrij zeker te kunnen zijn, zoals de aanwezigheid van vloeibaar water ('In de Dwaalstarren is geen gebrek van Water'), want 'Al wat droog en dor is, heeft geen beweging; en nu is het zeker, dat zonder beweging den lichamen niets tot haar groey kan toe komen'. Hij waarschuwde echter dat alle uitspraken over dit onderwerp noodzakelijkerwijs op gissingen berustten ('Des stellen wy hier niets voor wis en zeker (want hoe kan dat geschieden?) maar wy gaan alleen te werk met gissingen, over welker waarschijnelijkheid het een yder vry staat naar zijn zin te oordeelen.') Mocht iemand klagen dat gissingen 'vergeefschen arbeid' zijn stelde Huygens dat dan 'de geheele oeffening der Natuurkunde [Studium Physices], voor zoo verre die in ’t uitvorschen van de oorzaken der dingen bezig is, om de zelve reden moest afgekeurt werden'.

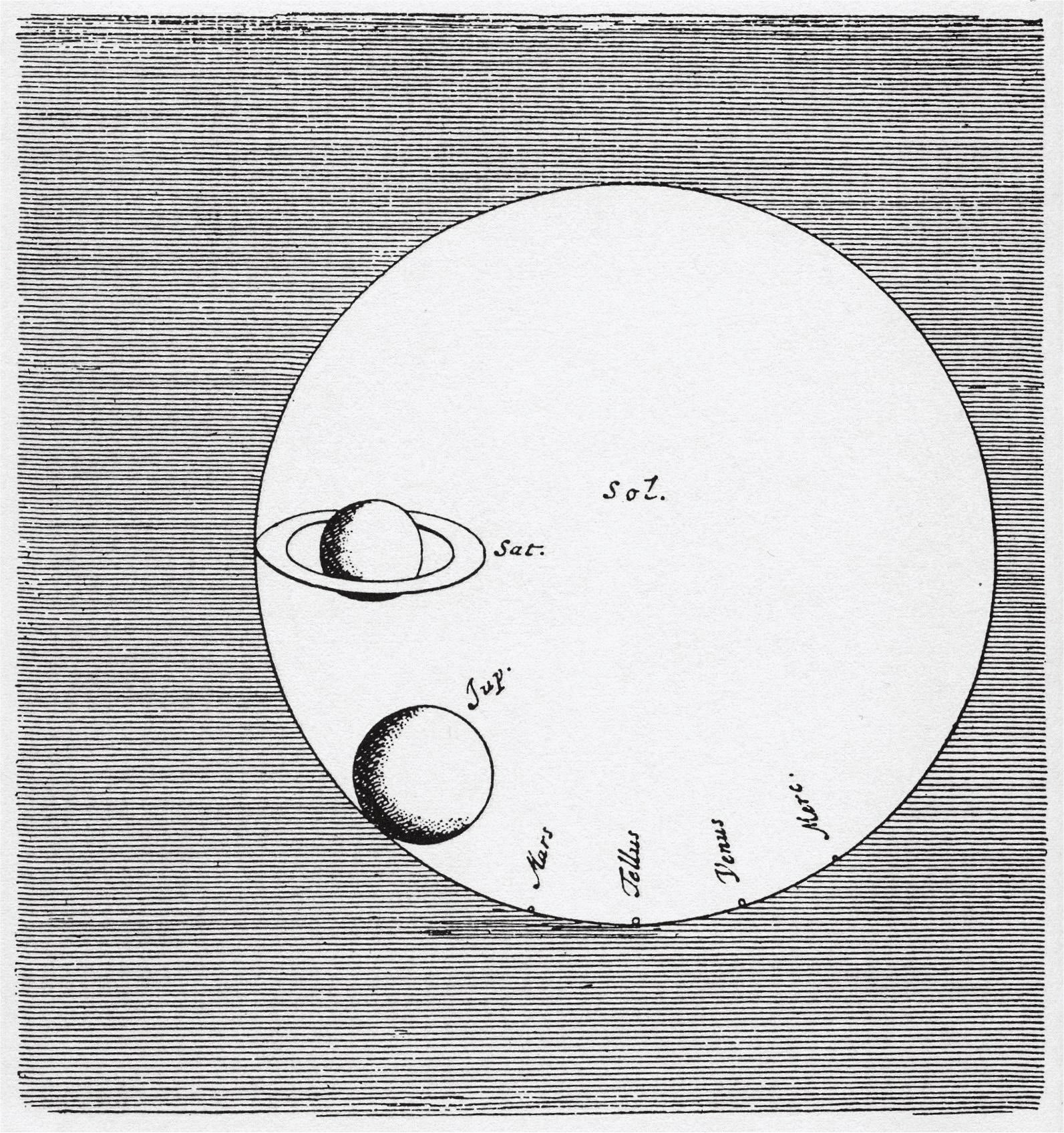
Relatieve afmetingen van de zon en de planeten. Illustratie uit Cosmotheoros.

Huygens veronderstelde dat wezens op andere planeten deels vergelijkbaar en deels anders zouden kunnen zijn dan op Aarde. De voor hem interessantste speculatie was de eventuele aanwezigheid van 'aanschouwers' die in staat waren de schoonheid en diversiteit van de natuur te bewonderen. Het zou zelfs kunnen dat er meerdere 'redelijke dieren in de Dwaalstarren wonen', die in meerdere of mindere mate met rede begaafd zijn. Hun ratio en moraal zouden hetzelfde zijn als op Aarde. De wezens zouden ook sociaal zijn en huizen hebben om zich tegen de elementen te beschermen. Ook zouden ze iets hebben vergelijkbaar met handen, om gereedschap te kunnen maken, en daarom rechtop lopen. En ook ogen en andere zintuigen zouden nodig zijn. Toch zouden ze niet op mensen hoeven te lijken. Zo zouden ze bijvoorbeeld zelfs exoskeletten kunnen hebben, want het zou belachelijk zijn te veronderstellen dat een rationele ziel alleen zou kunnen huizen in een vorm als de onze.
De wezens zouden wetenschap bedrijven, met name astronomie, en deels dezelfde uitvindingen en ontdekkingen gedaan hebben als wij. Hetzij omdat ze telescopen hadden uitgevonden, of omdat ze betere ogen hadden dan wij. Een deel van Cosmotheoros bestaat uit een beschrijving van het universum vanuit het perspectief van buitenaardse wezens, de 'Dwaalstarrelingen'.

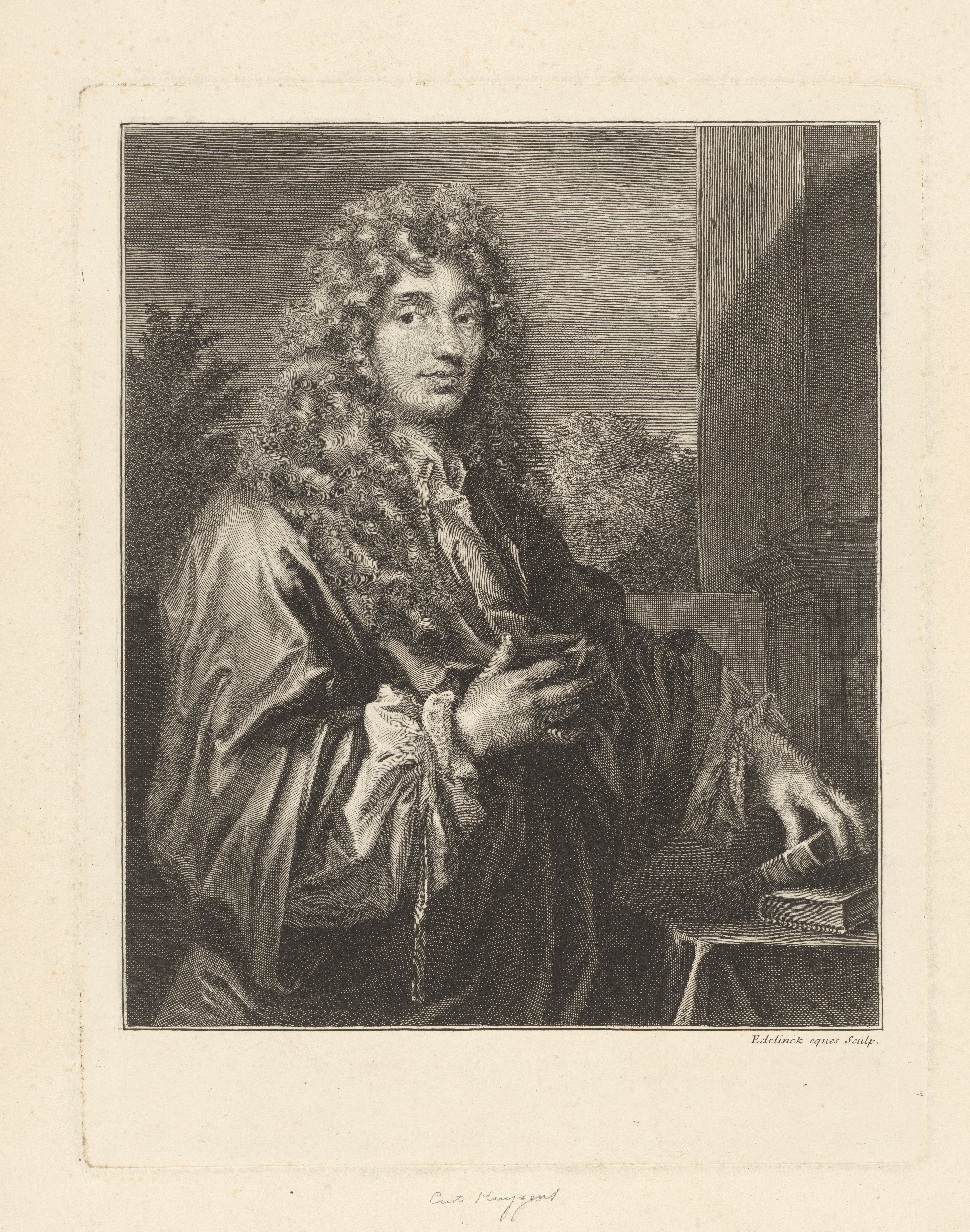
Christiaan Huygens.

Door zijn kennis van de wiskunde en de kansrekening besefte Huygens terdege de opeenstapeling van waarschijnlijkheden die nodig waren voor zijn speculaties en hij voorzag de Vergelijking van Drake uit 1961: ‘lk wete echter dat sommige hier tegen zullen zeggen, dat wy den ingezetenen der Dwaalstarren deze dingen al te stoutelijk toeschrijven; want dat men dus verre geraakt is door een ophooping van vele waarschijnlijkheden, van welke indien er een anders gelegen is dan wy gestelt hebben, zoo moet alles wat daar op gebouwd is, gelijk als in een quaad gebouw, om verre vallen.’

Huygens twijfelde of hij het werk zelf uit zou brengen, vanwege het 'gestreng oordeel' van 'onervarenen' omdat ' ’t welk wy getragt hebben te toonen waarschijnelijk te wezen, tegen de Heilige Schriften strijd'. Om kritiek voor te zijn betoogde hij dat de hemel en aarde waarvan in de Bijbel sprake is betrekking hebben op het hele universum en niet slechts op de planeet Aarde, dus dat ook buitenaardse wezens door God geschapen zouden zijn. Maar ook begon zijn gezondheid hem in de steek te laten, zodat hij zijn broer Constantijn vroeg om te zorgen dat het boek werd uitgegeven. Hij stierf op 8 juli 1695. Gottfried Leibniz schreef toen hij dat hoorde: 'Ik hoop dat hij zijn boek over het wereldstelsel en over de gesteldheid van planeten afgekregen heeft'. Het duurde echter nog lang voor het gedrukt werd. Nadat ook Constantijn was overleden was het uiteindelijk de natuurkundige Burchardt de Volder dankzij wie de uitgave tot stand kwam. Het origineel in het Latijn verscheen in 1698 bij de drukker Adriaan Moetjens in Den Haag. Een Engelse vertaling volgde direct daarna en heette: The Celestial Worlds Discovered. In 1699 kwam de Nederlandse vertaling van Pieter Rabus uit onder de titel: De Wereldbeschouwer, of Gissingen over de Hemelsche Aardkloten, en derzelver Cieraad. Daarna volgden nog vertalingen in het Duits (1702), Frans (1703), Russisch (1717) en Zweeds (1774). In 2024 is het werk in modern Nederlands vertaald.